# Adalbert Deșu
Adalbert Deșu, também conhecido como Adalbert Dezsõ (24 de março de 1909 - 6 de junho de 1937), foi um futebolista romeno que competiu na Copa do Mundo FIFA de 1930. Morreu aos 28 anos, em decorrência de uma pneumonia.